# Бъбречна недостатъчност
Бъбречна недостатъчност е медицинско състояние, при което бъбреците вече не могат адекватно да филтрират отпадъчните продукти от кръвта, функционирайки на по-малко от 15% от нормалните нива. Бъбречната недостатъчност се класифицира или като остра бъбречна недостатъчност, която се развива бързо и може да отзвучи; или като хронична бъбречна недостатъчност, която се развива бавно и често може да бъде необратима. Симптомите могат да включват подуване на краката, чувство на умора, повръщане, загуба на апетит и объркване. Усложненията на остра и хронична недостатъчност включват уремия, хиперкалиемия и обемно претоварване. Усложненията на хроничната бъбречна недостатъчност също включват сърдечни заболявания, високо кръвно налягане и анемия.
Причините за остра бъбречна недостатъчност включват ниско кръвно налягане, запушване на пикочните пътища, определени лекарства, мускулен разпад и хемолитичен уремичен синдром. Причините за хронична бъбречна недостатъчност включват диабет, високо кръвно налягане, нефротичен синдром и поликистоза на бъбреците. Диагнозата на остра бъбречна  недостатъчност често се основава на комбинация от фактори като намалено производство на урина или повишен серумен креатинин. Диагнозата на хроничната бъбречна недостатъчност се основава на скорост на гломерулна филтрация (GFR) по-малка от 15 или необходимост от бъбречна заместителна терапия.
Лечението на остра бъбречна недостатъчност зависи от причината за появата ѝ. Лечението на хронична бъбречна недостатъчност може да включва хемодиализа, перитонеална диализа или бъбречна трансплантация. Хемодиализата използва машина за филтриране на кръвта извън тялото. При перитонеална диализа специфична течност се поставя в коремната кухина и след това се източва, като този процес се повтаря няколко пъти на ден. Бъбречната трансплантация включва хирургично поставяне на бъбрек от друг човек и след това приемане на имуносупресори за предотвратяване на отхвърлянето на трансплантирания орган от организма. Други препоръчителни мерки срещу хронични заболявания включват поддържане на активност и специфични диетични промени. Депресията също е често срещана при пациенти с бъбречна недостатъчност и е свързана с негативни последици, включително по-висок риск от влошаване на бъбречната функция, хоспитализация и смърт.